# Теорема Чеботарёва об устойчивости функции
Теорема Чеботарёва об устойчивости функции — обобщение теоремы Эрмита — Билера на случай целых функций. Названа по имени советского математика Николая Чеботарёва.

## Формулировка
Целая функция {\displaystyle f} тогда и только тогда сильно устойчива, когда соответствующие функции {\displaystyle g} и {\displaystyle h} составляют вещественную пару и хотя бы в одной точке вещественной оси функция {\displaystyle gh'-g'h} положительна.

## Пояснения
Здесь целой функцией считается функция {\displaystyle f(z)} комплексного переменного {\displaystyle z}, разлагающаяся в степенной ряд: {\displaystyle f(z)=a_{0}+a_{1}z+\ldots +a_{n}z^{n}+\ldots }, сходящийся при всех значениях {\displaystyle z}. Целая функция является устойчивой, если у неё нет корней с положительной вещественной частью. Функции {\displaystyle g} и {\displaystyle h} определяются следующим образом. Подставив в {\displaystyle f(z)} вместо {\displaystyle z} чисто мнимое число {\displaystyle i\omega } получаем комплексное число {\displaystyle f(i\omega )=g(\omega )+ih(\omega )}. Целые функции {\displaystyle g} и {\displaystyle h} составляют вещественную пару, если для любых вещественных {\displaystyle \lambda } и {\displaystyle \mu } все корни функции {\displaystyle \lambda g+\mu h} вещественны. Если функции {\displaystyle g} и {\displaystyle h} составляют вещественную пару, то корни этих функций перемежаются. Корни многочленов {\displaystyle g} и {\displaystyle h} с вещественными коэффициентами перемежаются, если оба многочлена имеют только вещественные и простые корни и между любыми двумя соседними корнями одного многочлена содержится один и только один корень другого многочлена.